# 549-es busz
Az 549-es jelzésű regionális autóbusz Nagykőrös, Szabadság tér és Nagykőrös, vasútállomás között közlekedik. A járatot a MÁV Személyszállítási Zrt. üzemelteti.

## Története
A korábbi 2481-es járat 2016. december 11-étől 549-es jelzéssel közlekedik.

## Megállóhelyei
| 0 | 0 | Nagykőrös, Szabadság tér végállomás      | 8 | 5 | 543, 544, 545, 546, 547, 548, 550, 551, 552, 553, 555 1348, 1362, 1376, 1464 |
| 1 | 1 | Nagykőrös, Széchenyi tér                 | 7 | 4 |                                                                              |
| 2 | 2 | Nagykőrös, Kossuth Lajos utca            | 6 | 3 |                                                                              |
| 3 | 3 | Nagykőrös, Kossuth Lajos utcai lakótelep | 5 | 2 |                                                                              |
| ∫ | ∫ | Nagykőrös, tejüzem                       | 4 | ∫ |                                                                              |
| 5 | ∫ | Nagykőrös, Konzervgyár                   | 3 | ∫ |                                                                              |
| 6 | 4 | Nagykőrös, tejüzem                       | 1 | 1 |                                                                              |
| 7 | 5 | Nagykőrös, vasútállomás végállomás       | 0 | 0 | személyvonat, gyorsvonat, sebesvonat, IC, expresszvonat                      |